# Ranatra nigra
Ranatra nigra är en insektsart som beskrevs av Herrich-schaeffer 1849. Ranatra nigra ingår i släktet Ranatra och familjen vattenskorpioner. Inga underarter finns listade i Catalogue of Life.